# Давидович Лілія Михайлівна
Лілія Михайлівна Давидович (біл. Лілія Міхайлаўна Давідовіч; *25 грудня 1936, Гродно — †25 квітня 2002, Мінськ) — радянська і білоруська акторка. Народна артистка Білоруської РСР (1975).

## Біографія
Після закінчення у 1960 році БДТМІ була зарахована у трупу Театра імені Янки Купали.

## Вибрана фільмографія
- 1985 Друзів не вибирають — Конопльова
- 1981–1982 Поліська хроніка — Глушачиха
- 1980 Візьму твій біль — Кашуба
- 1974 Пам'ятай ім'я своє Remember Your Name | Zapamiętaj imię swoje (СССР, Польшча) — Марыя Губарэвіч

## Нагороди
- Лауреат Державної премії Республіки Білорусь
- медаль Франциска Скарини (1996)